# Nyugati szürkemókus
A nyugati szürkemókus (Sciurus griseus) az emlősök (Mammalia) osztályának a rágcsálók (Rodentia) rendjébe, ezen belül a mókusfélék (Sciuridae) családjába tartozó faj.

## Előfordulása
Mexikó és az Amerikai Egyesült Államok területén honos.

## Alfajai
- Sciurus griseus griseus Ord, 1818
- Sciurus griseus anthonyi Mearns, 1897
- Sciurus griseus nigripes Bryant, 1889

## Megjelenése
Testhossza 45–60 centiméter között változik, a farkát is beleértve. Testsúlya 400–1000 gramm között változik. Füle nagy, de nem bojtos. Farka hosszú és nagyon dús. 
|  |

## Életmódja
Erdők lakói 2000 méteren, vagy annál fentéb is megtalálható. A földön táplálkozik, de közlekedni a magas fákat használja. Szigorúan csak nappali állat. Tápláléka magvakból és diófélékből áll, különösen a fenyő magok és a makk , de ezek mellett fogyaszt bogyókat, gombákat és rovarokat.

## Szaporodása
Párzási időszaka decembertől júniusig tart. A vemhesség megközelítőleg 44 napig tart. Az alom nagysága 1–5 között van.